# Trimix (médicament)
Cet article concerne le médicament. Pour le mélange gazeux, voir Trimix.
Trimix est un mélange de trois médicament sur ordonnance injectable, utilisé pour traiter la dysfonction érectile. Les ingrédients actifs du mélange sont généralement l'alprostadil, la papavérine et la phentolamine. 
L'injection doit être préparée par une pharmacie et administrée par injection intracaverneuse (une injection d'un côté ou de l'autre, et non à la base du pénis),,. Trimix est généralement mélangé en pharmacie dans un environnement stérile et ensuite congelé. Le composé est stable jusqu'à six mois lorsqu'il est conservé congelé et pendant un mois s'il est conservé réfrigéré à compter de la date de fabrication.

## Descriptif
| Combinaison de            | Combinaison de             |
| ------------------------- | -------------------------- |
| Alprostadil               | Prostaglandine             |
| Papaverine                | Vasodilatateur             |
| Phentolamine              | Alpha-bloquant             |
| Données cliniques         |                            |
| Grossesses                | - USA: D (risques établis) |
| Méthodes d'administration | injection, topique         |
| Statut légal              |                            |
| Statut légal              | - USA: ℞-only              |
| Identifiants              |                            |
| ChemSpider                | - aucun                    |